# مونتيكورفينو روفيلا
مونتيكورفينو روفيلا (بالإيطالية: Montecorvino Rovella)‏ هي بلدة وكومونا في مقاطعة سلرنو في منطقة كمبانية جنوب غرب إيطاليا.